# Die Chroniken von Narnia (Filmreihe)
Die Chroniken von Narnia ist eine Filmreihe von Walden Media, die auf der gleichnamigen Buchreihe von C. S. Lewis basiert. Die Vermarktung für die ersten beiden Teile übernahm die Walt Disney Company, danach 20th Century Fox. Durch die BBC-Trilogie aus den Jahren 1988, 1989 und 1990 handelt es sich um Neuverfilmungen.
Die Reihe umfasst bisher drei Filme und begann mit Die Chroniken von Narnia: Der König von Narnia aus dem Jahr 2005 und erzählt die Abenteuer der Pevensie-Geschwister Peter, Susan, Edmund und Lucy   in der fiktiven Zauberwelt Narnia, die in den einzelnen Filmen auf unterschiedliche Art und Weise aus Großbritannien dorthin geraten. Die genannten Rollen wurden von William Moseley, Anna Popplewell, Skandar Keynes, Georgie Henley und Will Poulter verkörpert. Ein weiterer Hauptdarsteller ist Ben Barnes als Prinz Kaspian X.
Regie führten Andrew Adamson und Michael Apted. Produzenten aller bisherigen Teile waren Philip Steuer und Mark Johnson; sie übten die Aufgabe jedoch bisher mit mindestens zwei weiteren Personen aus. Christopher Markus und Stephen McFeely schrieben bisher an jedem Drehbuch der Reihe mit. Die Filmreihe spielte weltweit über 1,5 Milliarden Dollar ein.

## Überblick
Bisher sind die drei zuerst erschienenen Bücher der Narnia-Reihe von Walden Media verfilmt worden. 2011 verlor Walden Media die Rechte zur Verfilmung der Narnia-Romane. Ein vierter Kinofilm Der silberne Sessel, der von Sony Pictures finanziert werden sollte, kam nicht zustande, weil Netflix im Jahr 2018 für 200 Millionen US-Dollar die Rechte kaufte.
| Nr. | Titel                                                  | Originaltitel                                                  | Regie          | Jahr |
| --- | ------------------------------------------------------ | -------------------------------------------------------------- | -------------- | ---- |
| 1   | Die Chroniken von Narnia: Der König von Narnia         | The Chronicles of Narnia: The Lion, the Witch and the Wardrobe | Andrew Adamson | 2005 |
| 2   | Die Chroniken von Narnia: Prinz Kaspian von Narnia     | The Chronicles of Narnia: Prince Caspian                       | Andrew Adamson | 2008 |
| 3   | Die Chroniken von Narnia: Die Reise auf der Morgenröte | The Chronicles of Narnia: The Voyage of the Dawn Treader       | Michael Apted  | 2010 |

## Handlung
Durch einen Wandschrank finden die Pevensie-Geschwister zum ersten Mal den Weg nach Narnia. Dort verbünden sie sich mit Aslan, einem Löwen und König von Narnia, außer Edmund, eines der Geschwister, der die anderen verrät und der weißen Hexe Jadis folgt, die sich ebenfalls als Königin von Narnia bezeichnet. Die Kinder treffen auch den Weihnachtsmann, der ihnen Waffen schenkt und Susan ein Horn, das sie blasen soll, wenn sie in großer Gefahr ist, damit Hilfe herbeieilen kann. Edmund merkt in der Zwischenzeit, dass die Hexe böse ist, und wendet sich ebenfalls Aslan zu. Schließlich kommt es zur entscheidenden Schlacht, in der Peter, der Älteste der Geschwister, die Führung übernehmen muss. Nachdem sie die Streitmacht der weißen Hexe geschlagen haben und sie stirbt, werden die Geschwister zu Königen Narnias gekrönt, bis sie viele Jahre später wieder als Kinder in die reale Welt zurückkehren.
Ein Jahr später werden sie nach Narnia zurückgeholt, da der verfolgte Prinz Kaspian, ein Telmarer, in Susans Horn bläst. Zurück in Narnia finden die Geschwister eine veränderte Umgebung vor, da dort 1300 Jahre vergangen sind. Sie finden Prinz Kaspian, der ihnen erklärt, dass sein Onkel Miraz ihn jage und ihn töten wolle, damit sein Sohn König von Narnia werden kann. In dieser Zeit wird er von den aufständischen Narnianern beschützt. Schließlich kommt es zum Zweikampf zwischen Peter, der für Kaspian kämpft, und Miraz. Peter entscheidet diesen Kampf für sich. Durch den Sieg kann Kaspian der rechtmäßige Thronfolger Narnias werden, und die Pevensie-Geschwister werden von Aslan in ihre Welt zurückgeschickt, wobei er ankündigt, dass weder Susan noch Peter, die beiden älteren Geschwister, nach Narnia zurückkehren werden.
Drei Jahre später kehren die jüngeren Geschwister, Lucy und Edmund, mit ihrem Cousin Eustachius Knilch durch ein Gemälde nach Narnia zurück. Dort geraten sie auf die Morgenröte, ein Schiff, das unter dem Kommando Kaspians fährt, in der Hoffnung, die sieben verschollenen Lords wiederzufinden. Auf dieser Reise erfahren sie etwas über einen mysteriösen grünen Nebel, der das Böse verkörpert, sich immer weiter ausbreitet und Menschen als Lösegeld fordert. Sie können ihn stoppen und die Menschen befreien, wenn sie die Schwerter der sieben verschollenen Lords zu dem Steinernen Tisch bringen. Schließlich gelingt dies, und die Menschen werden befreit. Die drei Kinder kehren aus der fiktiven Welt wieder zurück, nachdem Aslan nun auch zu Lucy und Edmund gesagt hat, sie würden nicht mehr nach Narnia zurückkehren.

## Unterschiede zu den Buchvorlagen
Der erste Teil der Reihe, dessen Buchvorlage Der König von Narnia war, ist eine zum Buch recht treue Verfilmung. Trotzdem gab es auch dort kleine Unterschiede zur Vorlage: So laufen die Geschwister in der Romanvorlage nicht erst zum Schloss der Hexe, weshalb sie auch nicht direkt von den Wölfen verfolgt werden. Ebenso reitet Edmund ein sprechendes Pferd, was laut dem Buch Der Ritt nach Narnia kein Narniane täte, außer es herrsche Krieg. So reitet Edmund sein Pferd zwar zur Schlacht, aber auch nach der Schlacht reitet er sein Pferd weiter.
Die zweite Verfilmung, Prinz Kaspian von Narnia, hält sich zwar noch grob an die Buchvorlage, doch nicht mehr so stark wie die erste. Die wohl größte Änderung ist, dass der Einbruch in Miraz’ Schloss, wobei die Narnianen ihre halbe Streitmacht verloren, im Buch nicht vorkommt. Dafür wird jedoch im Buch eine Schlacht erwähnt, die im Film nicht gezeigt wurde und in der die Narnianen ebenfalls ihre halbe Streitmacht verloren. So ist der Zeitpunkt sowie der Grund, weshalb Kaspian in das Horn bläst, verschieden.
Der dritte Teil, dessen Buchvorlage Die Reise auf der Morgenröte ist, ist bisher die Verfilmung, die sich am wenigsten an die Vorlage hält: So kommt die Geschichte der sieben Schwerter von den sieben Lords in der Buchvorlage gar nicht vor, wodurch die gesamte Handlung neu erzählt werden muss. Daher wurde auch die Reihenfolge der Inseln geändert.

## Stabüberblick
| Nr. | Titel                        | Regie          | Drehbuch                                                         | Produktion                                                                | Musik                  | Kamera                 | Schnitt                 |
| --- | ---------------------------- | -------------- | ---------------------------------------------------------------- | ------------------------------------------------------------------------- | ---------------------- | ---------------------- | ----------------------- |
| 1   | Der König von Narnia         | Andrew Adamson | Andrew Adamson, Christopher Markus, Stephen McFeely, Ann Peacock | Mark Johnson, Philip Steuer, Perry Moore, Douglas Gresham                 | Harry Gregson-Williams | Donald M. McAlpine     | Sim Evan-Jones, Jim May |
| 2   | Prinz Kaspian von Narnia     | Andrew Adamson | Andrew Adamson, Christopher Markus, Stephen McFeely              | Andrew Adamson, Mark Johnson, Perry Moore, Philip Steuer, Douglas Gresham | Harry Gregson-Williams | Karl Walter Lindenlaub | Sim Evan-Jones          |
| 3   | Die Reise auf der Morgenröte | Michael Apted  | Christopher Markus, Stephen McFeely, Michael Petroni             | Andrew Adamson, Mark Johnson, Philip Steuer, Douglas Gresham              | David Arnold           | Dante Spinotti         | Rick Shaine             |

## Besetzung
| Rolle                                 | Der König von Narnia                            | Prinz Kaspian von Narnia                     | Die Reise auf der Morgenröte | Deutsche Synchronsprecher                                                       |
| Reisende nach Narnia                  | Reisende nach Narnia                            | Reisende nach Narnia                         | Reisende nach Narnia         | Reisende nach Narnia                                                            |
| ------------------------------------- | ----------------------------------------------- | -------------------------------------------- | ---------------------------- | ------------------------------------------------------------------------------- |
| Lucy Pevensie                         | Georgie Henley (jung) Rachael Henley (älter)    | Georgie Henley                               | Georgie Henley               | Marie-Christin König, Angela Wiederhut (älter), Leslie-Vanessa Lill (ab Teil 2) |
| Edmund Pevensie                       | Skandar Keynes (jung) Mark Wells (älter)        | Skandar Keynes                               | Skandar Keynes               | Tobias John von Freyend, Stefan Günther (älter)                                 |
| Peter Pevensie                        | William Moseley (jung) Noah Huntley (älter)     | William Moseley                              | William Moseley              | Johannes Wolko, Philipp Moog (älter)                                            |
| Susan Pevensie                        | Anna Popplewell (jung) Sophie Winkleman (älter) | Anna Popplewell                              | Anna Popplewell              | Marieke Oeffinger, Petra Einhoff (älter)                                        |
| Prof. Digory Kirke a                  | Jim Broadbent                                   |                                              |                              | Horst Sachtleben                                                                |
| Eustachius Knilch                     |                                                 |                                              | Will Poulter                 | Henry Engels                                                                    |
| Beste Freunde der Pevensies in Narnia |                                                 |                                              |                              |                                                                                 |
| Herr Tumnus (Faun)                    | James McAvoy                                    |                                              |                              | Jens-Holger Kretschmer                                                          |
| Herr Biber                            | Ray Winstone (Stimme)                           |                                              |                              | Reinhard Brock                                                                  |
| Frau Biber                            | Dawn French (Stimme)                            |                                              |                              | Dagmar Heller                                                                   |
| Trumpkin (Zwerg)                      |                                                 | Peter Dinklage                               |                              | Christoph Jablonka                                                              |
| Übernatürliche Wesen                  |                                                 |                                              |                              |                                                                                 |
| Aslan (Löwe)                          | Liam Neeson (Stimme)                            | Liam Neeson (Stimme)                         | Liam Neeson (Stimme)         | Thomas Fritsch                                                                  |
| Weihnachtsmann                        | James Cosmo                                     |                                              |                              | Reinhard Glemnitz                                                               |
| Lilliandil (Stern)                    |                                                 |                                              | Laura Brent                  | Tatjana Pokorny                                                                 |
| Aslans Armee                          |                                                 |                                              |                              |                                                                                 |
| Fuchs                                 | Rupert Everett (Stimme)                         |                                              |                              | Martin Umbach                                                                   |
| Oreius (Zentaur)                      | Patrick Kake                                    |                                              |                              | Dietmar Wunder                                                                  |
| Greif                                 | Cameron Rhodes (Stimme)                         |                                              |                              | Walter von Hauff                                                                |
| Philipp, das Pferd                    | Philip Steuer (Stimme)                          |                                              |                              |                                                                                 |
| Grüne Dryade                          | Katrina Browne                                  |                                              |                              |                                                                                 |
| Kaspians Armee                        |                                                 |                                              |                              |                                                                                 |
| König Kaspian X.                      |                                                 | Ben Barnes                                   | Ben Barnes                   | Hubertus von Lerchenfeld                                                        |
| Nikarbrik (Zwerg)                     |                                                 | Warwick Davis                                |                              | Gudo Hoegel                                                                     |
| Trüffeljäger (Dachs)                  |                                                 | Ken Stott (Stimme)                           |                              | Hans-Georg Panczak                                                              |
| Glenstorm (Zentaur)                   |                                                 | Cornell John                                 |                              | Torsten Michaelis                                                               |
| Der beleibte Bär                      |                                                 | David Walliams (Stimme)                      |                              |                                                                                 |
| Asterius (Minotaurus)                 |                                                 | Shane Rangi (Körper), Josh Campbell (Stimme) |                              |                                                                                 |
| Pattertwig (Eichhörnchen)             |                                                 | Harry Gregson-Williams (Stimme)              |                              | Benedikt Weber                                                                  |
| Peepicheek (Maus)                     |                                                 | Sim Evan-Jones (Stimme)                      |                              |                                                                                 |
| Gefolgschaft der Weißen Hexe          |                                                 |                                              |                              |                                                                                 |
| Jadis, die weiße Hexe                 | Tilda Swinton                                   | Tilda Swinton                                | Tilda Swinton                | Carin C. Tietze                                                                 |
| Ginarrbrik (Zwerg)                    | Kiran Shah                                      |                                              |                              | Ekkehardt Belle                                                                 |
| Maugrim (Wolf)                        | Michael Madsen (Stimme)                         |                                              |                              | Michael Brennicke                                                               |
| General Otmin (Minotaurus)            | Shane Rangi                                     |                                              |                              | Joscha Fischer-Antze                                                            |
| Vardan (Wolf)                         | Jim May (Stimme)                                |                                              |                              | Manfred Erdmann                                                                 |
| Werwolf                               |                                                 | Shane Rangi (Körper), Tim Hands (Stimme)     |                              |                                                                                 |
| Hexe                                  |                                                 | Klára Issová                                 |                              |                                                                                 |
| Miraz' Familie und Bedienstete        |                                                 |                                              |                              |                                                                                 |
| König Miraz                           |                                                 | Sergio Castellito                            |                              | Holger Schwiers                                                                 |
| General Glozelle                      |                                                 | Pierfrancesco Favino                         |                              | Michael Lott                                                                    |
| Doktor Cornelius (Halbzwerg)          |                                                 | Vincent Grass                                |                              | Ulf J. Söhmisch                                                                 |
| Prunaprismia                          |                                                 | Alicia Borrachero                            |                              |                                                                                 |
| König Kaspian IX.                     |                                                 |                                              | Nathaniel Parker             | Ralph Schicha                                                                   |
| Telmarische Lords                     |                                                 |                                              |                              |                                                                                 |
| Sopespian                             |                                                 | Damián Alcázar                               |                              | Andreas Borcherding                                                             |
| Scythley                              |                                                 | Simón Andreu                                 |                              | Erich Ludwig                                                                    |
| Donnon                                |                                                 | Predrag Bjelac                               |                              | Manfred Trilling                                                                |
| Bern                                  |                                                 |                                              | Terry Norris                 | Osman Ragheb                                                                    |
| Rhoop                                 |                                                 |                                              | Bruce Spence                 | Willi Röbke                                                                     |
| Besatzung der Morgenröte              |                                                 |                                              |                              |                                                                                 |
| Riepischiep (Maus)                    |                                                 | Eddie Izzard (Stimme)                        | Simon Pegg (Stimme)          | Axel Malzacher                                                                  |
| Drinian                               |                                                 |                                              | Gary Sweet                   | Dirk Galuba                                                                     |
| Tavros (Minotaurus)                   |                                                 |                                              | Shane Rangi                  | Thomas Rauscher                                                                 |
| Rynelf                                |                                                 |                                              | Tony Nixon                   | Philipp Brammer                                                                 |
| Cruickshanks (Zwerg)                  |                                                 |                                              | Chris Cruickshanks           |                                                                                 |
| Nausus (Faun)                         |                                                 |                                              | Steven Rooke                 |                                                                                 |
| Caprius (Satyr)                       |                                                 |                                              | Ryan Ettridge                |                                                                                 |
| Bewohner der Einsamen Inseln          |                                                 |                                              |                              |                                                                                 |
| Coriakin (Zauberer)                   |                                                 |                                              | Bille Brown                  | Erich Ludwig                                                                    |
| Erster Tölpelbeiner                   |                                                 |                                              | Roy Billing                  | Hartmut Neugebauer                                                              |
| Zweiter Tölpelbeiner                  |                                                 |                                              | Neil Young                   | Kai Taschner                                                                    |
| Dritter Tölpelbeiner                  |                                                 |                                              | Greg Poppleton               | Gudo Hoegel                                                                     |
| Vierter Tölpelbeiner                  |                                                 |                                              | Nicholas Neild               | Uwe Kosubek                                                                     |
| Rhince                                |                                                 |                                              | Arthur Angel                 | Pascal Breuer                                                                   |
| Gael                                  |                                                 |                                              | Arabella Morton              | Isabelle Rauscher                                                               |
| Alane                                 |                                                 |                                              | Rachel Blakely               | Uta Zaradic                                                                     |
| Sklavenhalter                         |                                                 |                                              | Colin Moody                  | Andreas Borcherding                                                             |
| Sklavenhändler                        |                                                 |                                              | David Vallon                 |                                                                                 |
| Bewohner der realen Welt              |                                                 |                                              |                              |                                                                                 |
| Mrs. Macready                         | Elizabeth Hawthorne                             |                                              |                              | Angelika Bender                                                                 |
| Helen Pevensie                        | Judy McIntosh                                   |                                              |                              | Claudia Lössl                                                                   |
| Junge am Bahnhof                      |                                                 | Ashley Jones                                 |                              |                                                                                 |

## Rezeption

### Kritiken
Fritz Göttler sah im ersten Film der Reihe die Werte, auf die sich sogar das christlich-fundamentalistische Amerika beruft, und verwies sowohl auf den konservativen Hintergrund des Eigners der Produktionsfirma als auch auf die deutlich lockerere Handlung im Vergleich zum Herrn der Ringe.

### Einspielergebnisse
Mit einem Gesamteinspielergebnis von über 1,58 Milliarden US-Dollar befindet sich die Filmtrilogie auf Platz 38 der erfolgreichsten Filmreihen weltweit (Stand: 17. Dezember 2024).
| Jahr    | Titel                        | Einspielergebnis in US-Dollar | Einspielergebnis in US-Dollar | Einspielergebnis in US-Dollar | Budget      |
| Jahr    | Titel                        | USA                           | Deutschland                   | Weltweit                      | Budget      |
| ------- | ---------------------------- | ----------------------------- | ----------------------------- | ----------------------------- | ----------- |
| 2005    | Der König von Narnia         | 291.710.957                   | 27.615.030                    | 745.013.115                   | 180.000.000 |
| 2008    | Prinz Kaspian von Narnia     | 141.621.490                   | 13.108.900                    | 419.665.568                   | 225.000.000 |
| 2010    | Die Reise auf der Morgenröte | 104.386.950                   | 15.531.389                    | 415.686.217                   | 155.000.000 |
| Gesamt: | Gesamt:                      | 537.719.397                   | 56.255.319                    | 1.580.364.900                 | 560.000.000 |

## Belege
1. ↑  Narnia-Produzent erklärt, weshalb Der silberne Sessel nicht zustandegekommen ist, filmfutter.com, 27. Dezember 2019
2. ↑  Komplette Besetzung von Die Chroniken von Narnia: Der König von Narnia. In: moviepilot.de, abgerufen am 16. April 2019.
3. ↑  The Chronicles of Narnia: The Lion, the Witch and the Wardrobe (2005) – IMDb. Abgerufen am 9. Mai 2020 (englisch).
4. ↑  The Chronicles of Narnia: Prince Caspian cast. Yahoo!, abgerufen am 10. Oktober 2008.
5. ↑  The Chronicles of Narnia: Prince Caspian (2008) – IMDb. Abgerufen am 9. Mai 2020 (englisch).
6. ↑  The Chronicles of Narnia: The Voyage of the Dawn Treader (2010) – IMDb. Abgerufen am 9. Mai 2020 (englisch).
7. ↑  The Voyage of the Dawn Treader Cast Listing. NarniaWeb, archiviert vom Original am 16. Dezember 2008; abgerufen am 17. Juni 2010.  Info: Der Archivlink wurde automatisch eingesetzt und noch nicht geprüft. Bitte prüfe Original- und Archivlink gemäß Anleitung und entferne dann diesen Hinweis.
8. ↑  Die Chroniken von Narnia – Der König von Narnia. In: Deutsche Synchronkartei. Abgerufen am 9. Mai 2020.
9. ↑  Chroniken von Narnia – Prinz Kaspian von Narnia. In: Deutsche Synchronkartei. Abgerufen am 9. Mai 2020.
10. ↑  Die Chroniken von Narnia – Die Reise auf der Morgenröte. In: Deutsche Synchronkartei. Abgerufen am 9. Mai 2020.
11. ↑  Clive Staples Lewis: Das Wunder von Narnia.
12. ↑  "Und erlöse uns durch den Löwen!" Fritz Göttler, Süddeutsche Zeitung, 17. Mai 2019
13. 1 2 3  http://www.boxofficemojo.com/showdowns/chart/?id=narniavs.htm (5. September 2011), zum jeweiligen Gesamterfolg bitte den Filmlink nehmen.
14. ↑  The Chronicles of Narnia: The Lion, the Witch and the Wardrobe. Abgerufen am 7. Januar 2023.
15. ↑  The Chronicles of Narnia: Prince Caspian. Abgerufen am 7. Januar 2023.
16. ↑  The Chronicles of Narnia: The Voyage of the Dawn Treader. Abgerufen am 7. Januar 2023.